# الفايتاليتي
الفايتاليتي (بالإنجليزية: Fatality)‏ وتعني إماتة بالإنجليزية، هو مصطلح بالإنجليزية ويشير إلى الموت الفاجع - كحوادث السيارات - لكنه ارتبط بسلسلة ألعاب مورتال كومبات الشهيرة.

## تعريف ووصف
في سلسلة مورتال كومبات يقوم متنافسان بقتال بعضهما البعض، وعندما يهزم أحدهما الآخر، تتاح للفائز فرصة عمل فايتاليتي على المهزوم. وهي حركة ختامية يختتم بها الفائز المبارة. وبشرح أدق، يقوم الفائز بقتل المهزوم بطريقة وحشية وشرسة، ومذلة أيضا، كأن يجتث عضوا، أو يقطع رأسا، أو يحرق جسدا، أو يرمي الفائز المهزوم في حفرة تمتلئ بالأشواك.

## شروط عملالفايتاليتي
القيام بهذه الحركة لا يعد أمر سهلا بل يتطلب قدرا من الجهد، إذ يكون للفائز ثوان معدودة فقط لعمل هذه الحركة، وإلا فاتته هذي الفرصة. وخلال الثوان المعدودة، يجب على اللاعب أن يقف على مسافة معينة من خصمه، إما يلتصق به، وإما يبتعد عنه مسافة ثلاث خطوات، أو مسافة قفزة إلى الوراء، أو يكون في أقصى حلبة المصارعة، فلكل فايتاليتي متطلبات معينة.
بعد أن يقف في المسافة المطلوبة، يقوم بضغط أزرار لوحة التحكم، ولكل فايتاليتي رموزه الخاصة (مثلا: يسار، يمين، يمين، يسار، تحت، مثلث). ويجب على الفائز أن يضغط على الأزرار بسرعة وبدون أي خطأ. وبعدها سيقوم الفائز بعمل حركته الشهيرة تلقائيا، إذا تم إدخال الرموز بشكل صحيح.

## أنواعالفايتاليتي
تنقسم حركت الفايتاليتي إلى نوعان أساسيان وهم فايتاليتي وستيج فايتاليتي.

### ستيج فايتاليتي
هو أن يقوم الفائز بتوجيه ضربة إلى الخاسر فيرسله من قوة الضربة إلى مكان قاتل من حلبة القتال، كحفرة فيها أشواك مسنونة، أو إلى سقف مليء بالأشواك المميتة، أو إلى سائل الأسيد الحمضي الذي سيذيب المهزوم، أو إلى سكة قطار حديدية يسقط بها المهزوم فيهرسه قطار مسرع، وهلم جرا.
ويتميز الستيج فايتاليتي في كونه موحد لجميع اللاعبين، ولا يمكن عمله إلا في مراحل معينة، وليست كل مراحل اللعبة تسمح بعمل الستيج فايتاليتي فيها. (غالبا ما يتعين على الفائز أن يقف ملتصقا بالمهزوم إذا أراد عمل ستيج فايتاليتي).

### فايتاليتي
هو كما شرحناه في سابقا، ويختلف عن النوع السابق لأن كل لاعب لديه حركته الخاصة لقتل المهزوم، وليس موحدا كما في الستيج فايتاليتي، ويصح عملهم في جميع المراحل.

### أنواع إضافية
ثمة أنواع إضافية ظهرت في بعض الأجزاء مثل:
- بروتاليتي: وتعني وحشية، وهي أن يقوم اللاعب بتوجيه ضربات شديدة السرعة إلى اللاعب المهزوم (ركلات ولكمات وغيرها) ثم يكرر هذي الحركات مرارا وتكرار وتزداد سرعة الضربات تدريجيا حتى ينفجر اللاعب المهزوم ولا يتبقى منه سوا الدماء والعظام المتطايرة والمبعثرة.
- أنيماليتي: وتعني حيوانية، وفيها كثير من الخيال، وهي أن يتحول اللاعب إلى حيوان (كل لاعب إلى حيوان مختلف) ويقوم الحيوان بقتل المهزوم.
- أنواع هزلية:

1- باباليتي: أن يتحول المهزوم إلى طفل رضيع يبكي.
2- فريند شيب: وتعني صداقة، أن يقوم الفائز بحركة كوميدية لا تؤدي إلى قتل المهزوم، كأن يرقص أو يقفز أو يقوم بحركة رياضية وما إلى ذلك.
3-هارا كيري: وهذه معنى باللغة اليابانية أن يقوم لاعب مهزوم بقتل نفسه أو انتحار
ويرجح أن سبب ظهور الأنواع الهزلية غير العنيفة هو سيل الانتقادات التي وجهت للسلسلة بسبب عنف الفايتاليتي.